# Choratice
Choratice (en allemand : Choratitz) est une commune du district de Benešov, dans la région de Bohême-Centrale, en République tchèque. Sa population s'élevait à 72 habitants en 2020.

## Géographie
Choratice se trouve à 4 km au sud-sud-ouest du centre de Sázava, à 15 km à l'est-nord-est de Benešov et à 41 km au sud-est de Prague.
La commune est limitée par Vodslivy au nord-ouest, par Sázava au nord-est, par Xaverov à l'est, par Drahňovice au sud, et par Ostředek au sud-ouest.

## Histoire
La première mention écrite de la localité date de 1205.